# José Clemente Mauer
José Clemente Mauer, né Josef Clemens Maurer (né le 13 mars 1900 à Püttlingen, dans la Sarre, Allemagne, et mort le 27 juin 1990 à Sucre), est un cardinal germano-bolivien de l'Église catholique du XXe siècle, créé par le pape Paul VI. Il est membre de l'ordre des rédemptoristes.

## Biographie
Josef Maurer est missionnaire chez les indiens boliviens et supérieur de la résidence rédemptoriste à La Paz de 1926-1947. Il est vice-provincial de sa congrégation pour l'Amérique du Sud entre 1947 et 1950. Maurer est élu évêque titulaire de Cea (de) et évêque auxiliaire de La Paz en 1950 et promu archevêque de Sucre en 1951. Il assiste au IIe concile œcuménique du Vatican de 1962 à 1965.
Le pape Paul VI le crée cardinal lors du consistoire du 26 juin 1967. Il est alors le premier cardinal bolivien. Il participe aux conclaves de 1978, lors desquelles les papes Jean-Paul Ier puis Jean-Paul II sont successivement élus. Maurer quitte le gouvernement de son archidiocèse en 1983.
Il est décoré de la Légion d’Honneur et de l'Ordre du Mérite de la République fédérale d'Allemagne.

## Succession apostolique
José Clemente Mauer a ordonné les évêques suivants :
- Archevêque René Fernández Apaza (1968)
- Évêque Alfonso Nava Carreón (1969)
- Évêque Eduard Bösl (de), O.F.M. (1973)
- Évêque Giovanni Decimo Pellegrini (it), O.F.M. (1973)
- Évêque Roger-Émile Aubry (de), C.SS.R. (1973)
- Archevêque Alejandro Mestre Descals (de), S.I. (1976)
- Cardinal Julio Terrazas Sandoval, C.SS.R. (1978)
- Archevêque Edmundo Luis Flavio Abastoflor Montero (es) (1985)
- Archevêque Jesús Gervasio Pérez Rodríguez (de), O.F.M. (1985)